# Trans Service Airlift
Trans Service Airlift (TSA) era una aerolínea con base en el Aeropuerto Internacional de Kinshasa, Kinshasa, República Democrática del Congo. Era una pequeña compañía privada, cesó operaciones en 1998.

## Incidentes y accidentes
- Accidente del Lockheed L-188 de Trans Service Airlift: el 18 de diciembre de 1995 un Lockheed L-188C Electra propiedad de Trans Service Airlift se estrelló poco después de despegar del Aeropuerto de Jamba (JMB), Angola, matando a 141 personas entre pasajeros y tripulación.

En el momento del accidente el avión efectuaba un vuelo chárter especial para UNITA. El avión, con 139 pasajeros y cinco miembros de tripulación, llevaba a 40 personas más de las especificadas, sin carga en bodega. Un miembro de la tripulación y dos pasajeros sobrevivieron al impacto inicial.

## Flota
En agosto de 2010 la flota de Trans Service Airlift incluía:
- 2 B727 (Ex-Fedex 2007/2010)
- 2 BAe 748 Series 2
- 1 Lockheed L-188 Electra
- 1 Nord 262 (una de las últimas siete con él en servicio)
- 1 Vickers Viscount 700 (una de las últimas cinco con él en servicio)